# Rhytidoponera violacea
Rhytidoponera violacea is een mierensoort uit de onderfamilie van de Ectatomminae. De wetenschappelijke naam van de soort is voor het eerst geldig gepubliceerd in 1907 door Forel.